# Górny Koniec (Stara Jastrząbka)
Górny Koniec – część wsi Stara Jastrząbka w Polsce położona w województwie podkarpackim, w powiecie dębickim, w gminie Czarna.
W latach 1975–1998 Górny Koniec położony był w województwie tarnowskim.